# Остриков, Сергей
Серге́й О́стриков (бел. Сяргей Вострыкаў; 1982 — апрель 2017) — белорусский преступник, убийца и насильник. В 2014—2015 годах изнасиловал и убил двух женщин в Гомеле. В 2016 году приговорён к смертной казни, в 2017 году расстрелян по приговору суда.

## Биография
Учился в техникуме, но был отчислен за неуспеваемость. В 2007 году Остриков был осуждён на 3 года лишения свободы за разбой — украл деньги у девушки, угрожая ей ножом. Отбыл половину срока в колонии, после чего вышел на свободу с заменой наказания на исправительные работы.
После освобождения устроился работать на предприятие по изготовлению стекла. Оба убийства были совершены схожим способом — утром Остриков приглашал коллег по работе подвезти их, отвозил в гараж, где насиловал и убивал, нанося множественные удары тупыми предметами, а также надевая им на голову пакет. От трупов он избавлялся, закапывая тела в лесу под Гомелем. 15 июля 2014 года первой жертвой стала 24-летняя Алеся Пантелеева. В тот день у неё был день рождения. Второй жертвой 15 мая 2015 года стала 26-летняя Алевтина Машурикова.
Преступника вычислили по автомобилю, на котором ехала последняя жертва. Он был замечен на камерах видеонаблюдения. Ранее его уже допрашивали по делу об исчезновении первой жертвы, но под подозрение он не попал. В гараже убийцы нашли биологические следы от последнего преступления. 17 мая 2015 года Остриков был арестован. Маньяк показал места захоронения обеих жертв. В ноябре 2015 года расследование уголовного дела было завершено. Судебный процесс начался 25 февраля 2016 года. Острикову предъявили обвинения по нескольким пунктам статей 139 «Убийство», 166 «Изнасилование», 167 «Насильственные действия сексуального характера», 182 «Похищение человека», 205 «Кража» Уголовного кодекса Республики Беларусь. На суде Остриков раскаялся, просил прощения у родственников убитых, но свои действия не смог объяснить. 19 мая 2016 года Гомельский областной суд приговорил Острикова к исключительной мере наказания – смертной казни через расстрел. Подсудимый воспринял приговор без эмоций. Сообщалось, что Остриков пытался покончить с собой в СИЗО. 4 октября 2016 года Верховный Суд Республики Беларусь подтвердил приговор Острикову.
5 апреля 2017 года состоялась последняя встреча Сергея с его матерью. 13 апреля Остриков в последний раз написал письмо из столичного СИЗО-1. 29 апреля Гомельский областной суд получил документы об исполнении приговора.
Остриков был женат, на момент суда его ребёнку было 3 года.